# 黄海燕
黄海燕（1980年—），广东恩平人，汉族，中华人民共和国政治人物、第十二届全国人民代表大会广东地区代表。
毕业于华南农业大学农业管理专业。加入中国共产党。2013年，担任全国人大代表。